# 扎日乡 (洛扎县)
扎日乡（藏語：རྫ་རི་，威利转写：rdzar ri），是中华人民共和国西藏自治区山南市洛扎县下辖的一个乡镇级行政单位。

## 行政区划
扎日乡下辖以下地区：
曲措村、乃村、白沙村、蒙达村、扎日村和拉隆村。